# Frasquita (Operette)
Frasquita ist eine Operette in drei Akten von Franz Lehár. Das Libretto verfassten Alfred Maria Willner und Heinz Reichert. Das Werk erlebte seine Uraufführung am 12. Mai 1922 am Theater an der Wien in Wien. Eine Neufassung in französischer Sprache kam am 3. Mai 1933 in Paris (als Opéra comique) auf die Bühne.

## Orchester
Franz Lehár hatte eine Orchester-Besetzung bestehend aus zwei Flöten, zwei Oboen, zwei Klarinetten, zwei Saxophonen, drei Hörnern, zwei Trompeten, drei Posaunen, einer Harfe, einer Celesta sowie von Schlagzeug und Streichern vorgesehen.

## Handlung

### Erster Akt
Bild: Platz vor dem Hafen in Barcelona
Fabrikbesitzer Aristide Girot will seine Tochter Dolly mit seinem Neffen Armand verkuppeln, der gerade mit seinem Freund Hippolyt in Barcelona ankommt. Gleichzeitig kommt auch eine Zigeunergruppe dort an und Armand fällt die hübsche Zigeunerin namens Frasquita ins Auge. Diese gerät nach einem feurigen Tanz, bei dem sie den anwesenden Männern den Kopf verdreht, mit einem eifersüchtigen Mädchen in Streit. Armand greift beherzt ein und beendet diese Auseinandersetzung. Allerdings vermisst er danach sein wertvolles Zigarettenetui und beschuldigt Frasquita fälschlicherweise des Diebstahls. Als er seinen Fehler einsieht, bittet er sie um Verzeihung. Er fühlt sich zu ihr hingezogen und sie geht zum Schein auf seine Avancen ein. In Wirklichkeit plant sie ein perfides Spiel. Aus Rache für die falsche Verdächtigung will sie ihn täuschen und später öffentlich brüskieren.

### Zweiter Akt
Bild: Nachtlokal
Frasquita arbeitet nun im Nachtlokal Alhambra als Tänzerin. Armand und sein Freund Hippolyt sind dort an diesem Abend Gast von Aristide Girot und dessen Tochter Dolly. Diese ist von der Idee mit Armand verbandelt zu werden nicht glücklich, weil sie sich in Hippolyt verliebt hat. Dieser scheint ihre Gefühle zu erwidern. Inzwischen nähert sich Armand Frasquita und Girot überrascht die beiden in einer verfänglichen Lage. Er ist von Armand enttäuscht und will ihn nun nicht mehr als Schwiegersohn haben. Frasquita sieht ihren Plan aufgehen. Sie hat Armands geplante Ehe mit Dolly hintertrieben und wirft sich nun demonstrativ anderen Verehrern an den Hals um Armand weiter zu brüskieren. Armand platzt vor Eifersucht und nennt Frasquita eine Dirne.

### Dritter Akt
Bild: Armands Wohnung in Paris
Armand wird von seinem Freund Hippolyt besucht, der ihm mitteilt, dass er inzwischen Dolly geheiratet hat. Unerwartet kommt auch Frasquita zu Besuch, die inzwischen ihr Verhalten bereut und sich eingestehen musste, dass sie sich in Armand verliebt hat. Dieser aber ist noch wütend wegen ihres früheren Verhaltens und wirft sie hinaus. Schließlich taucht auch noch Aristide Girot auf, der seinem Neffen nach allem was geschehen war nun doch helfen will. Mittels einer List schafft er es dann doch Armand und Frasquita zusammenzubringen und die Handlung somit mit einem Happy End abzuschließen.

## Musik
Im Einzelnen umfasst die Partitur folgende Musiknummern, die auch auf der weiter unten angeführten CD zu hören sind:
Nr. 1 Lied: Gib mit dem Fächer ein Zeichen mir
Nr. 2 Zigeunerchor und Frasquitas Auftritt
Nr. 3 Lied: Sag mir, Sag mir
Nr. 4 Duett: Wenn ganz sacht über Nacht
Nr. 5 Lied: Fragst Du mich was Liebe ist
Nr. 6 Valse Espagnole
Nr. 7 Terzett: Mädel, Mädel suchst Du einen Mann
Nr. 8 Finale I
Nr. 9 Tanzlied: Geh mit mir in die Alhambra
Nr. 10 Lied und Tanz: Wüßt ich wer Morgen mein Liebster ist
Nr. 11 Duett: Weißt Du nicht was ein Hez voller Sehnsucht begehrt
Nr. 12 Polka: Ich gäb was drum, wenn ich ein Mäderl hätt
Nr. 13 Lied: Hab ein blaues Himmelbett
Nr. 14 Marsch: Kinder, heut fühl ich mich wie zwanzig Jahr
Nr. 15 Finale II
Nr. 15a Entr'akt (Einleitung zum dritten Akt)
Nr. 16 Chor: Karnevalszug
Nr. 17 Duett: O glaub mir mein Freund
Nr. 18 Walzerduett: Du, küss mich immerzu
Nr. 19 Finale III

## Tonträger
- Frasquita, Einspielung aus Bad Ischl mit Rupert Bergmann, Laura Scherwitzl, Vincent Schirrmacher, Robert Mazdl u. v. a. Es spielten und sangen das Franz Lehár Orchester unter der Leitung von Vinzenz Praxmarer und der Chor des Lehár Festivals unter der Leitung von Lazlo Gyüker. Die CD wurde 2011 vom Label CPO veröffentlicht.

## Verfilmung
Unter der Regie von Karel Lamač entstand 1934 in einer österreichischen Produktion der 84 Minuten dauernde Spielfilm Frasquita mit Jarmila Novotná, Hans Heinz Bollmann, Heinz Rühmann, Charlott Daudert, Rudolf Carl und Hans Moser in den Hauptrollen. Das Lexikon des internationalen Films urteilt: Alte Verfilmung der gleichnamigen Lehar-Operette; reichlich theaterhaft inszeniert, mit spärlicher Komik, für die u. a. Rühmann und Moser sorgen.